# Bishōjo game
Bishōjo game (美少女ゲーム (Mỹ thiếu nữ game) bishōjo gēmu), hay gal game (ギャルゲーム gyaru gēmu, thường đọc ngắn gọn là "galge"), là "một loại trò chơi điện tử Nhật Bản tập trung vào khả năng tương tác với các nhân vật nữ có ngoại hình hấp dẫn theo phong cách anime". Trò chơi này là một nhánh của mô phỏng hẹn hò với mục tiêu hướng tới đối tượng nam giới.
Bishōjo games là một sản phẩm giải trí độc đáo và độc quyền của Nhật Bản: chúng hầu như không có loại hình tương tự ở thế giới phương Tây trong ngành công nghiệp trò chơi điện tử, nhưng có nét tương tự như quyển sách Choose Your Own Adventure (một dạng gamebook). Chúng có thị trường tiêu thụ rất rộng ở Nhật: game phổ biến nhất bán được hơn một triệu bản và là nền tảng của phần lớn các PC game ngoại tuyến ở đất nước này. Tuy nhiên, vì sự khác biệt về văn hóa cũng như khả năng cảm nhận, chỉ có một lượng nhỏ trò chơi dạng này được biên dịch hay thương mại hóa ra ngoài khu vực Đông Á.
Phân nhánh đáng chú ý của bishōjo games là ren'ai game (thường gọi là "dating sim"), eroge (thường gọi là "hentai game") và visual novel. Ba nhánh này thường có mối quan hệ tương tác qua lai với nhau, nhưng nhận được nhiều đánh giá tích cực nhất là visual novel, nhờ mang những nội dung sâu sắc hơn và có giá trị chơi lại cao.

## Lịch sử

### Thập niên 1980
Bishōjo game bắt đầu xuất hiện ở Nhật Bản trong những ngày đầu dưới dạng trò chơi mini trên máy tính cá nhân (PC), và có thể chơi ngoại tuyến. Trò chơi mang mục đích thương mại đầu tiên ở Nhật xuất hiện vào năm 1982 là Night Life của Koei. Bishōjo game ban đầu không quá phổ biến, đồ họa chỉ giới hạn có 16 màu, thậm chí ít hơn. Thời đó, hầu hết các trò chơi dạng này đều mang mục đích khiêu dâm.
Bước ngoặt đáng chú ý của bishōjo game là Tenshitachi no Gogo của Jast, nó mang nhiều yếu tố của game giả lập hẹn hò hiện đại. Một số bishōjo game phiêu lưu đã đạt nhiều cải tiến về công nghệ hơn so với các trò chơi trước đó. Bước đầu, nó cũng phần nào cũng mang phong cách nghệ thuật đặc trưng của anime: nhân vật có đôi mắt rất to, mũi và miệng nhỏ, nhưng về cơ bản khuôn mặt thường cân đối, đặc điểm này ngày nay thường thấy trong hầu hết bishōjo game, đặc biệt là visual novel. Trước những năm 1985, hầu như toàn bộ nhân vật nữ được thiết kế cân đối như người lớn, và trẻ em thì trông như là "super deformed" (siêu biến dạng).
Một số trò chơi mang cả các yếu tố bạo lực và cưỡng ép. Nhiều quốc gia đã lên tiếng phê phán Nhật Bản vào năm 1986 khi nước này cho phép phát hành dB-soft của 117, một trò chơi bắt buộc người chơi phải thực hiện các hoạt động cưỡng dâm khi nhập vai (tựa trò chơi bắt nguồn từ số đánh dấu theo Hiến pháp Nhật Bản đối với tội hãm hiếp). 117 không thực sự là trò chơi đầu tiên thiết kế trên cơ sở này, nhưng nó mang tính bất bình thường quá rõ. Trò chơi thậm chí bị đem ra tranh luận trước Quốc hội Nhật Bản và cuối cùng đã được phép tái phát hành, nhưng loại bỏ các cảnh gây tranh cãi trong trò chơi.

### Thập niên 1990
Ngành công nghiệp này dần chuyển từ phần cứng do Nhật Bản phát triển độc quyền sang chơi trên hệ điều hành DOS, và cuối cùng là Windows của Microsoft. Trong suốt những năm 90 của thế kỉ 20, bishōjo game có một bước phát triển theo hướng từ một trò chơi đòi hỏi các yếu tố công nghệ cao nhất (vì đồ họa 2D của chúng cần chiếm một lượng lớn tài nguyên lưu trữ theo tiêu chuẩn của máy tính) sang thấp nhất (chúng ít khi sử dụng công nghệ đồ họa 3D). Chính vì vậy, hơn hẳn các trò chơi thông thường khác, các nhân viên chủ chốt của những công ty phát triển game dạng này không nhất thiết phải là lập trình viên, mà thường là nhà văn hoặc nghệ sĩ.
Vào đầu giai đoạn này, một bầu không khí thù địch với bishōjo game bao trùm khắp Nhật Bản. Năm 1989, tay giết người hàng loạt Tsutomu Miyazaki bị bắt và tiết lộ rằng tên này đang sử dụng manga lolicon, điều này đã gây nên một làn sóng phản đối mạnh mẽ đối với truyện tranh khiêu dâm, otaku và mọi thứ có liên quan. Tháng 11 năm 1991, một sự cố đã xảy ra khi một học sinh trung học lẻn đánh cắp một bishōjo game người lớn mang tựa Saori ~The House of Beautiful Girls~, kết quả là lực lượng cảnh sát bắt đầu gia tăng giám sát các nhà sản xuất và bán lẻ trên toàn quốc. Một số tỉnh bắt đầu phân loại trò chơi như một văn hóa phẩm khiêu dâm và vứt nó ra khỏi kệ.
Đối mắt với nguy cơ phải chịu sự kiểm duyệt nếu muốn tồn tại của chính phủ, vào năm 1992, ngành công nghiệp bishōjo game thành lập Computer Software Rinri Kikō (có nghĩa là "Tổ chức Đạo đức Phần mềm Máy tính", thường được viết tắt là EOCS hoặc Sofu rin-), thiết lập các hướng dẫn công nghiệp hóa cho nội dung chấp nhận và đóng gói được. Tổ chức này đã giảm thiểu tối đa các nội dung được xem là "hoang dã nhất" của những năm 1980. Vì thế, mặc dù bị nhiều chỉ trích và tranh cãi bởi sự cải tiến liên tục của công nghệ hóa, những năm 1990 được coi là thập niên bùng nổ của bishōjo game.
Tựa game lớn đầu tiên trong những năm này là Tokimeki Memorial. Phát hành vào năm 1994 bởi một công ty đang trên bờ vực phá sản là Konami, nó trở thành trò chơi tình yêu thuần khiết và giả lập hẹn hò lớn đầu tiên kể từ Night Life của Koei phát hành trong giai đoạn trước. Năm 1999 đánh dấu một bước đột phá mới cho phân nhánh visual novel khi Kanon được Visual Art's/Key phát hành. Trong khi tựa game này vẫn có nhiều cảnh quan hệ tình dục và chỉ dành cho nam giới, người chơi đã xác định rõ mối quan hệ của họ với các nhân vật nữ chính và "có được những trải nghiệm mới về một tình cảm trong sáng và sự đau khổ đến nghẹn ngào"; phiên bản console trên PlayStation 2 đã cắt bỏ mọi cảnh gợi cảm và bán được tốt hơn so với bản gốc, dẫn viện hai sê-ri anime thành công đã được chuyển thể từ đó, đánh dấu sự khởi đầu của mối liên hệ qua lại giữa anime và visual novel.
Một bước ngoặt khác là Dōkyūsei của ELF. Dōkyūsei, có lối chơi liên quan đến việc gặp gỡ các nhân vật nữ và dụ dỗ họ, đã thành lập nền tảng tiêu chuẩn cho thể loại giả lập hẹn hò. Tokimeki Memorial, trò chơi dating sim đầu tiên, có tính năng đồ họa tốt, lồng tiếng đầy đủ và một hệ thống RPG tương tự như cách chơi. Để nhận được nhiều sự đón nhận hơn từ phía khán giả, trò chơi này không chứa đựng các yếu tố khiêu dâm và thay vào đó là tạo ra một bầu không khí "lãng mạn". Sê-ri bishōjo game nổi tiếng Sakura Wars của Sega phát hành lần đầu vào năm 1996 cho hệ máy Sega Saturn, giống như Tokimeki Memorial, nó không chứa đựng các yếu tố khiêu dâm. Tuy nhiên, điểm độc đáo của nó là không chỉ có các yếu tố phiêu lưu mà còn kèm theo cả một hế thống chiến đấu bắt nguồn từ các trò chơi chiến thuật như Tactics Ogre.
Từ cuối những năm 90, đã bắt đầu xuất hiện nhiều xu hướng mang tính kể hơn trong các bishōjo game chính thống. Đặc biệt đáng chú ý trong lĩnh vực này là To Heart của Leaf (1997) và Kanon của Key (1999). Mặc dù khả năng tương tác của người chơi ít hơn, nhiều người đã đón nhận chúng chủ yếu là do chất lượng của dòng chữ trên màn hình (xem thêm tại Visual novel#Cách chơi) và đặc tính của chúng. Cả hai game kể trên đều phát hành lần đầu trên máy tính với những cảnh khiêu dâm, nhưng đã lần lượt loại bỏ những cảnh này trong các phiên bản console tiếp theo.

### Thập niên 2000
Ngành công nghiệp game bishojo đã từ chối việc chuyển đổi thành dạng đồ hoạ 3D vì tính chất khối ô hoá và méo mó khi được phóng to. Vào năm 2001 Tokimeki Memorial 3 trở thành game bishojo đầu tiên phá vỡ xu hướng này. Tuy nhiên, doanh số thấp khiến cho các công ty khác sẽ gắn bó với đồ hoạ 2D truyền thống.
Ngày nay ngành công nghiệp này đã phát triển, với hầu hết các nhà xuất bản phát hành cho Windows, bao gồm chỉ tải xuống tệp. Một số trò chơi mang ít hình ảnh khiêu dâm cũng bắt đầu phân nhánh sang thị trường console. Bàn console chính được sử dụng cho trò chơi bishōjo trong những năm 90 là Sega Saturn và Dreamcast. Gần đây, PlayStation 2 là bộ điều khiển được lựa chọn với số lượng trò chơi ngày càng tăng cho thiết bị cầm tay PlayStation Portable và Nintendo DS. Các trò chơi được chuyển đến console thường bị xóa nội dung người lớn.